# 天主教甲描育教区
天主教甲描育教区 （拉丁語：Dioecesis Calbayoganus）是菲律賓一個羅馬天主教教區，屬天主教帕洛总教区。轄區包括西薩馬省。1910年4月12日升為教區。
2006年有教友668,000人、27個堂區、65名司鐸。現任主教為伊薩貝洛‧阿瓦爾克斯。主教座堂為聖伯多祿聖保祿座堂，位於西薩馬省首府甲描育。